# فرنسيسكو فابيانو بيريرا مارسيانو
فرنسيسكو فابيانو بيريرا مارسيانو هو لاعب كرة قدم برازيلي في مركز الدفاع، ولد في 28 أبريل 1983 في Currais Novos ‏ في البرازيل. لعب مع جمعية أرابيراكا الرياضية.

## وصلات خارجية
- فرنسيسكو فابيانو بيريرا مارسيانو على موقع قاعدة بيانات كرة القدم.إي يو (الإنجليزية)
- فرنسيسكو فابيانو بيريرا مارسيانو على موقع Soccerway.com (الإنجليزية)